# Новіца (ґміна)
Ґміна Новиця — сільська гміна в Калуському повіті Станиславівського воєводства Другої Речі Посполитої та у Крайсгауптманшафті Калуш (1941—1943) і Крайсгауптманшафті Станіслав (1943—1944) Дистрикту Галичина Третього Райху. Адміністративним центром гміни було село Новіца (Новиця).
Об’єднану сільську Новицьську ґміну (рівнозначну волості) було утворено 1 серпня 1934 р. у межах адміністративної реформи в II Речі Посполитій із суміжних тогочасних сільських ґмін (самоврядних громад): Берлоги, Ґрабувка (Грабівка), Завуй (Завій), Ляндестрой, Новіца (Новиця), Угринув Сьредні (Середній Угринів), Угринув Стари (Старий Угринів).
Площа ґміни — 115,79 км².

Кількість житлових будинків — 2 247.

Кількість мешканців — 10 748.
Національний склад населення ґміни Новіца на 01.01.1939:
| село             | населення | українці-грекокатолики | українці-латинники | євреї  | німці  | поляки |
| ---------------- | --------- | ---------------------- | ------------------ | ------ | ------ | ------ |
| Берлоги          | 1650      | 1640                   | 10                 |        |        |        |
| Грабівка         | 1250      | 1190                   |                    | 40     |        | 20     |
| Завій            | 1630      | 1615                   |                    | 5      |        | 10     |
| Ляндестрой       | 550       | 30                     |                    | 30     | 450    | 40     |
| Новиця           | 3620      | 3530                   |                    | 30     | 30     | 30     |
| Угринів Середній | 1590      | 1570                   | 5                  | 15     |        |        |
| Угринів Старий   | 940       | 940                    |                    |        |        |        |
| Загалом          | 11230     | 10515                  | 15                 | 120    | 480    | 100    |
| Відсотки         | 100 %     | 93,63 %                | 0,13 %             | 1,07 % | 4,27 % | 0,89 % |

17 січня 1940 р. ґміна була ліквідована, а територія увійшла до новоствореного Новичанського району.
Гміна (волость) була відновлена на час німецької окупації з липня 1941 р. до липня 1944 р., зі ґміни Вістова включено села Бережниця і Добровляни, натомість передано Завій.
На 1.03.1943 населення ґміни становило 10 447 осіб..